# No One Lives – Keiner überlebt!
No One Lives – Keiner überlebt! (Originaltitel: No One Lives) ist ein US-amerikanischer Horrorfilm aus dem Jahr 2012 unter der Regie von Ryūhei Kitamura.

## Handlung
Betty und ihr vermeintlicher Freund, der Driver, sind auf der Durchreise. Es deutet sich an, dass Betty eine Geisel ist, die dem Fahrer hörig ist. Als sie in einem Restaurant etwas essen wollen, werden sie von Flynn belästigt, einem Verbrecher, der sich dort mit seiner Bande aufhält. Bandenchef Hoag versucht zunächst, Flynn von weiteren Attacken abzuhalten. Als Betty und ihr Driver den Rückweg zum Motel antreten, in dem sie zuvor eingecheckt hatten, drängt Flynn das Paar von der Straße ab, entwendet ihr Auto und entführt beide. Als er das Fahrzeug im Versteck der Bande durchsucht, findet er in einem ausgebauten Kofferraumversteck eine junge Frau. Es stellt sich schnell heraus, dass es sich um Emma, die Tochter einer Millionärsfamilie, handelt, für deren Rettung eine Belohnung von zwei Millionen US-Dollar ausgesetzt worden ist. Die Verbrecher sind sich sicher, den Fang ihres Lebens gemacht zu haben, doch Emma warnt sie vor dem Driver, den sie als soziopathischen Serienmörder beschreibt.
Unterdessen kann sich der gefesselte Driver befreien und tötet seinen Bewacher Ethan. Drivers Freundin Betty hat sich zuvor selbst umgebracht, indem sie sich in das Messer gestürzt hat, welche Ethan ihr zur Einschüchterung des Drivers an den Hals hielt. Der Driver gibt Ethan dafür die Schuld und sinnt darauf, Rache an allen Beteiligten zu nehmen. So weidet er den toten Ethan aus und versteckt sich in dessen Körper. Verunsichert durch Emmas Aussagen, welche sich zu bestätigen scheinen, als Ethan sich nicht mehr meldet, schickt Hoag zwei Bandenmitglieder zu dem Ort, der als Aufenthaltsort von Ethan und seinen Geiseln verabredet war. Dort finden beide jedoch nur die Leichen von Betty und Ethan vor und gehen davon aus, dass Driver in die nahegelegenen Wälder geflohen ist. Die Leiche Ethans laden sie in ihren Transporter und nehmen sie mit. Im Versteck der Bande angekommen, befiehlt Hoag, die Leiche in den angrenzenden Schuppen zu bringen. Kaum sind die Männer gegangen, entsteigt Driver Ethans Körper und bereitet alles für den Angriff vor. Emma versucht in der Zwischenzeit zu fliehen, sieht aber Driver bereits in unmittelbarer Nähe zum Haus stehen und entscheidet sich gegen eine Flucht, da sie der Auffassung ist, eine bessere Chance zur Flucht zu haben, wenn Driver die Bandenmitglieder zu töten beginnt. Hoag indes will den Tod Ethans rächen und mit seiner Bande nach Driver suchen. Kurz nachdem er das Haus verlassen hat, wird er jedoch von diesem angegriffen und entführt. Nach einem Verhör, in dem Driver die Gruppenstärke der Bande in Erfahrung bringt, tötet er Hoag und hängt dessen Leiche in einem Sack vor die Tür des Versteckes. Die übriggebliebenen Bandenmitglieder sind von Hoags Tod geschockt und versuchen daraufhin mit einem defekten Geländewagen zu entkommen, der auch prompt stehenbleibt. Nachdem der Wagen wieder zum Laufen gebracht worden ist, verletzt Driver das Bandenmitglied Denny schwer – trotzdem schafft es die restliche Bande zu entkommen. Driver folgt ihnen jedoch. Unterwegs wird Denny vor einem Krankenhaus abgelegt. Als die Verbrecher dann genau in dem Motel Unterkunft suchen, in welchem Betty und Driver anfangs eingecheckt hatten, schlägt dieser zu. Flynn wird von ihm angefahren und ist scheinbar tot, woraufhin Driver sich Emma zuwendet, die nun endlich ihre Chance gekommen sieht, Driver auszuschalten. Sie schafft es ihn zu verletzen, jedoch greift der bereits totgeglaubte Flynn wieder ins Geschehen ein. Driver rettet Emma als Flynn versucht, sie zu erschießen, und verletzt ihn lebensgefährlich. Im Anschluss versucht Emma erneut Driver zu erschießen. Es gelingt ihr jedoch nicht, da ihre Waffe nicht durchgeladen ist. Driver beschließt, Emma freizulassen, er entfernt einen angebrachten Peilsender und lässt sie gehen. Mit einem Schuss tötet er den am Boden liegenden Flynn endgültig sowie auch den dazugekommenen Motelbesitzer Harris, da er keine Zeugen gebrauchen kann.
In einer Rückblende wird gezeigt, in welchem Verhältnis Betty und auch Emma zum Driver standen. Emma wurde während ihrer Gefangenschaft vor eine perfide Wahl gestellt. In einem vermeintlichen Verlies erklärte Driver ihr, dass er der einzige sei, der sie aus diesem befreien könne. Sie habe nun zwei Möglichkeiten, entweder sie rette ihn oder sie gäbe ihrem Hass nach und lasse ihn verbluten. Wähle sie die erste Möglichkeit, müsse sie elendig im Verlies sterben, bei der zweiten Wahl, habe sie immerhin eine Chance freizukommen. Dann schlitzte er sich ohne jede Ankündigung die Halsschlagader mit einem Teppichmesser auf. Da Emma bei einer Durchsuchung keinen Schlüssel bei ihm fand und keine Möglichkeit sah, wie sie dem Verlies ohne Schlüssel entkommen könne, entschied sich die junge Frau, Driver zu retten. Nachdem sie ihn soweit versorgt hatte, dass er nicht mehr in Gefahr war, zeigte er ihr höhnisch, dass sie für die Tür gar keinen Schlüssel gebraucht hätte, da sie gar nicht verschlossen war. Sie hätte ihn also verbluten lassen und fliehen können.
In der letzten Szene sieht man Driver, wie er in einem Arztkittel das Krankenzimmer des einzig verbliebenen Bandenmitglieds betritt und dieses mit den Worten „Keiner überlebt!“ erdrosselt. Auf dem Weg nach draußen begegnet er Emma ein letztes Mal, die umringt von Reportern und Sanitätern, gerade in das Krankenhaus eingeliefert wird, das er soeben verlassen hat.

## Hintergrund
Die Produktionskosten beliefen sich auf 2,9 Millionen US-Dollar. Am 2. Oktober 2013 erschien er als DVD und Blu-ray.

## Auszeichnungen
Der Film wurde 2012 für den Maria Award in der Kategorie Best Motion Picture nominiert.